# Алаверди (Зестафонский муниципалитет)
Алаверди (груз. ალავერდი) — село в Грузии, на территории Зестафонского муниципалитета края (мхаре) Имеретия.

## География
Село находится в западной части Грузии, к югу от реки Квирила, на расстоянии приблизительно 3 километров (по прямой) к юго-юго-востоку от города Зестафони, административного центра муниципалитета. Абсолютная высота — 400 метров над уровнем моря.

## Население
По результатам официальной переписи населения 2014 года, в Алаверди проживало 312 человек (160 мужчин и 152 женщины). В национальной структуре населения грузины составляли 99,7 %, русские — 0,3 %.
| Год  | Население, человек |
| ---- | ------------------ |
| 2002 | 387                |
| 2014 | ↘ 312              |